# Artefatos arqueológicos no metrô de São Paulo
Predefinição:Dead end
Artefatos arqueológicos no metrô de São Paulo são objetos que foram encontrados durante as escavações das obras do metrô da Linha 4-Amarela, Linha 5-Lilás e Linha 2 - Verde. Tais artefatos carregam informações históricas quanto aos modos de vida e atividades cotidianas de uma determinada época, assim como informações sobre a ocupação da cidade.

## Linha 4 - Amarela
Em 1997, durante o plano de obras para a Linha 4-Amarela do Metrô, que ligará Luz à Vila Sônia, já se levantava a hipótese de existir um sítio arqueológico na região de Pinheiros, uma vez que este bairro foi formado por índios e jesuítas.
Em 2004, enquanto trabalhavam nas obras da futura estação Higienópolis, na esquina da Consolação com a rua Piauí, foi encontrado um verdadeiro tesouro arqueológico. Foram descobertos tijolos, pregos e pedaços de vidro do final do século XIX e que podem ter pertencido ao reverendo americano George Chamberlain e outros missionários que residiram no local. Este terreno foram posteriormente doados à Fundação Mackenzie.
As obras estavam sendo acompanhadas pela arqueóloga, Érika Robrahn, que imediatamente solicitou o isolamento do local e os materiais foram encaminhados para análise para comprovar seu valor histórico. A presença de Érica deve-se a uma lei federal, onde todas as grandes obras precisam de análise ambiental e arqueológica.
Já na região de Pinheiros, foram encontradas louças holandesas, francesas e inglesas, bem como garrafas do século XIX, mostrando que a vocação comercial da área é antiga. A região teve seu aldeamento feito pelos jesuítas com os índios guaianás até 1640. Entre as porcelanas encontradas, estão as de Maastrich ou Sarreguemines usadas pelos habitantes do passado.

## Linha 5 - Lilás
Na Linha 5-Lilás, Durante as escavações do metrô foi encontrado um vasto acervo arqueológico. Mais de nove mil peças foram retiradas próximo à passagem da linha em Santo Amaro, zona sul da capital paulista. Entre elas estão trilhos e dormentes por onde passaram os bondes no século passado. Foram também encontrados objetos de uso doméstico cuja datas reportam o início da Vila de Santo Amaro, entre os séculos XVI e XIX, uma mistura de elementos indígenas e europeus, da época da criação dos primeiros núcleos colonização no Planalto Paulista. Entre os fragmentos estão uma vasilha em cerâmica reconstituída a partir de 127 fragmentos arqueológicos.
Estes vestígios são importantes para resgatar informações sobre diversos aspectos da ocupação da cidade, como os tipos de moradia, hábitos alimentares e utensílios domésticos, consumo, costumes, atividades profissionais, industrialização, transportes, entre outros.

## Linha 2 - Verde
Ao efetuarem análise arqueológica para a estação Vila Prudente, foram resgatados fragmentos de faiança e de vidro soprado em molde duplo de uma garrafa de óleo de rícino , que remetem ao fim do século XIX e início do XX, até aproximadamente a década de 1920. A variedade do material resgatado é grande: louça, grés, moedas, botões, cerâmica, material construtivo, provavelmente associados ao cotidiano dos funcionários da antiga fábrica CIPA (Companhia Industrial Paulista de Papéis de Papelão) do início do século XX.

## Linha 1 - Azul e Linha 3 - Vermelha
Estas malhas do metrô foram construídas na década de 1970 e ainda não existia a lei federal para acompanhamento arqueológico. Em virtude disso, muitos vestígios podem ter sido perdidos, principalmente por estas linhas terem sido feitas no centro de São Paulo.